# Smaa fantasistykker
Smaa fantasistykker op. 55 (Nederlands: Kleine fantasiestukken) is de vierde verzameling "fantasiewerkjes" gecomponeerd door Agathe Backer-Grøndahl. De eerdere drie uitgegeven verzamelingen zijn:
- Ti fantasistykker opus 36
- Ti fantasistykker opus 39 en
- Fantasistykker for piano opus 45.

Opus 55 verscheen in drukvorm bij Brødrene Hals Muziekuitgeverij (nrs. 1050-1061) ergens in 1902; het Stavanger Aftenblad maakte melding van het werk op 3 mei 1902; Aftenposten pas op 11 december 1902. Herdrukken verschenen bij Norsk Musikforlag (nrs. 4050-4061), waar Brødrene Hals Muziekuitgeverij in op was gegaan.
In de bundel bevinden zich twaalf werken:
1. Marsch in marstempo in F majeur in 2/4-maatsoort
2. Ungarks no. 1 in allegro risoluto in d mineur in 2/4-maatsoort
3. Liden vals (Kleine wals) in walstempo grazioso in D majeur in 3/4-maatsoort
4. Et farvel (Vaarwel) in langzaam marstempo in C majeur in 4/4-maatsoort
5. Spansk (Spaans) in grazioso in e mineur in 3/4-maatsoort
6. Ländler (Boerendans) in allegretto in D majeur in 3/4-maatsoort
7. Bedstemors Menuet (Oma’s menuet) in con grazia in C majeur in 3/4-maatsoort
8. Ungarsk no. 2 in allegro energico in d mineur in 2/4-maatsoort
9. Romance in andante espressivo in G majeur in 6/8-maatsoort
10. Barcarole in andante espressivo in g mineur in 6/8-maatsoort
11. Polska (Zweedse dans) in allegretto in g mineur in 3/4-maatsoort
12. Springdans (Noorse (volks)dans) in allegro in D majeur in 3/4-maatsoort

De bundel is opgedragen aan Margrethe Welhaven; in dit geval geen zangeres, maar haar zuster Margrethe Backer, gehuwd met Hjalmar Welhaven.
Bestemors menuet (Oma’s menuet) is geen eigen compositie van Agathe Backer-Grøndahl. Ze vermeldde in de druk dat het rond 1820 is geschreven door Agatha Aasilla Backer (Aasilla is de Noorse variant van Ursula, de tweede naam van de componiste). Agatha Aasilla Backer staat voor Agatha Aasilla Thomasdatter, die in Holmestrand leefde van 1786 tot 1866. Zij huwde met Christian Backer; uit dat huwelijk kwam voort Niels Christensen Backer, de vader van de componiste. Oma Backer was in het bezit van een piano, waarop Agathe Backer-Grøndahl haar eerste noten speelde, aldus opgetekend in de memoires van haar zuster Harriet Backer. 
Edvard Grieg nam in zijn Lyrische Stücke opus 68 ook een Bestemors menuet (nr. 2) op, doch dat is een geheel ander stuk (onder meer in 2/4-maatsoort).